# Nebulosa de reflexión

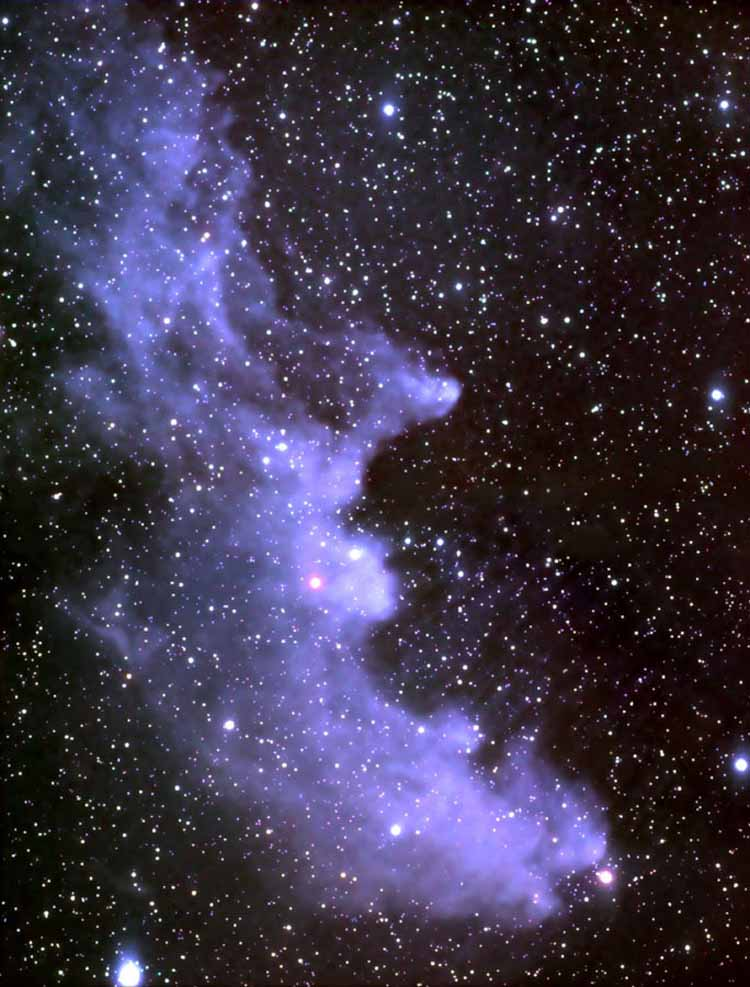
Nebulosa de reflexión conocida como Nebulosa Cabeza de Bruja, catalogada como IC 2118.

La nebulosa de reflexión es una nube de polvo que dispersa la luz procedente de una o más estrellas cercanas. La energía de estrellas cercanas es insuficiente para ionizar el gas que le conforma y así transformarse en una nebulosa de emisión, pero suficiente para permitir la necesaria dispersión de la luz que le haga visible. Como es luz reflejada, el espectro de la nebulosa es similar al de las estrellas iluminantes. A menudo las nebulosas de reflexión y las de emisión aparecen juntas; un ejemplo clásico es M42 en Orión. Entre las partículas microscópicas responsables de la dispersión están los compuestos de carbono (por ejemplo, polvo de diamante) y compuestos de otros elementos como el hierro y el níquel. Los dos últimos a menudo están alineados con el campo magnético galáctico y hacen que la luz dispersada esté ligeramente  polarizada.
Las nebulosas de reflexión son usualmente azules porque la dispersión es más eficiente para la luz azul que para la roja (es la misma razón que explica el color del cielo). Como cualquier nebulosa, se compone de gas, sobre todo hidrógeno y polvo. Contiene también elementos más pesados como oxígeno, silicio, carbono, hierro y níquel. Edwin Hubble determinó la distinción entre nebulosas de reflexión y emisión en el año 1922.  
Un ejemplo de este tipo de nebulosas lo constituye la que rodea al cúmulo abierto Pléyades (M45), en Taurus, sobre el que basó sus estudios Vesto M. Slipher en 1912, cuando comprobó que el espectro de la nebulosa de las Pléyades coincidía con el de sus estrellas, en lo que fue la primera demostración de la naturaleza de las nebulosas de reflexión.